# Salve marinera
La Salve Marinera és una cançó de lloança a la Mare de Déu com a "Estel de la mar".

## Història
La Salve marinera prové d'una sarsuela de Cristóbal Oudrid, amb lletra de Luis Eguilaz, estrenada l'any 1870: El Molinero de Subiza. Sarsuela de gran èxit, de tema històric (la rebel·lió dels nobles navarresos i la proclamació de Garcia Ramires de Pamplona com a rei), a l'escena XIV presenta una processó on es canta la salve, però amb una lletra diferent: "Salve, Estrella de los cielos / Virgen de sin par belleza. / Salve, fuente de pureza llama del divino ardor.”
El càntic es va fer popular i començà a ésser cantat arreu, i entre altres llocs, als vaixells. El vaixell-escola dels oficials de l'Armada, l'"Asturias", el va adoptar com a himne oficiós i el va propagar. La popularitat del cant, que es cantava amb la mateixa música d'Oudrid, però amb lletres diverses adaptades al context marí, va fer que s'adoptés com a himne de l'Armada Espanyola, encara que no oficialment, ja a finals del segle xix. Amb el pas del temps, s'ha fet popular en tots els ámbits de la mar de l'Estat espanyol. La Salve només es dona en versió castellana; no es troba en cap altra de les llengües de l'estat.
En 1942 es regulà la situació i esdevingué la Salve reglamentària de l'Armada per ordre ministerial, que coexisteix amb l'himne oficial del cos. S'encarregà una lletra que unifiqués les diverses versions a Mariano Méndez Vigo, exalta a la Verge com "Estel dels Mars L'arranjament musical (que varia molt poc respecte a l'original) és de Jesús Montalbán Vizcón, director de la Banda de Música de la Escuela Naval.

## Origen del nom
El text d'aquesta cançó està basat en el llatí "Stella Maris", un dels noms de la Verge Maria. Aquest nom es va originar en la interpretació d'un pasatje de l'Antic Testament, primer llibre dels Reis, 18:41-45.

## La Salve marinera a Catalunya

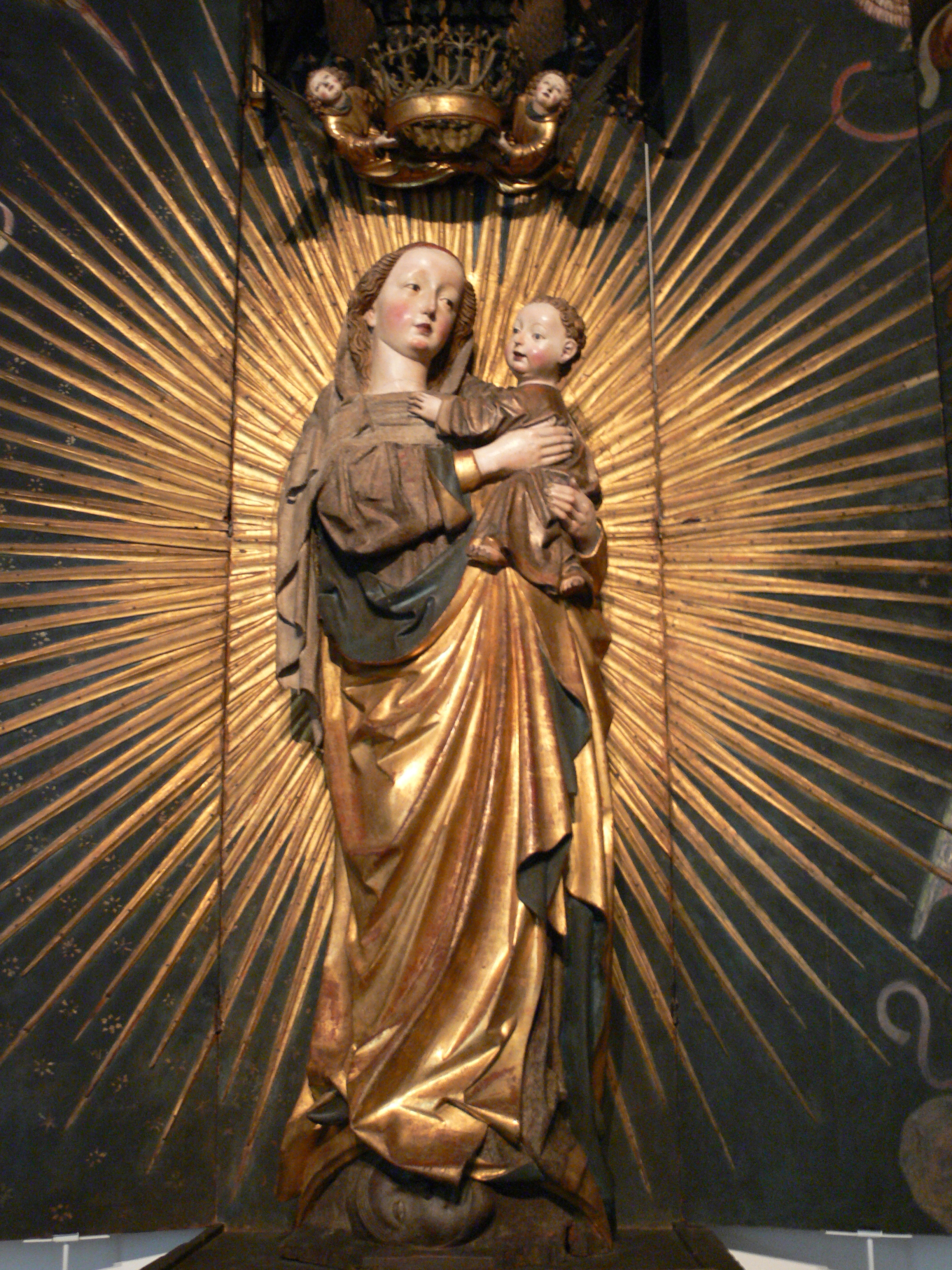
Imatge de la Mare de Déu lluint com un estel.

La Salve marinera és un dels càntics de les tradicionals festivitats de la Mare de Déu del Carme, patrona dels pescadors, el 16 de juliol.
Es canta a la Festa de la Mare de Déu del Carme a Arenys de Mar, el Maresme. Aquesta és una festa popular religiosa anual, amb la típica sortida de barques, processons i missa. També és un dels càntics de les celebracions anuals de la Mare de Déu del Carme a Cambrils, Baix Camp. Els portadors de la imatge de la Verge canten la Salve marinera després de la processó, quan es torna a l'església.
Entre altres llocs on es canta aquest himne com a part de celebracions marianes cal mencionar Alacant, Alcossebre, Amposta, Benidorm, Borriana, Cala Bona, Calafell, Caldetes, Calp, El Campello, Ciutadella de Menorca, Coll d'en Rebassa, Cullera, Daimús, Es Castell, Gandia, Grau de Castelló, L'Ampolla, Moraira (Teulada), Oliva, Palma, La Pobla de Farnals, Port d'Andratx, Port de Sagunt, Portocolom, Santa Pola, Sueca, Torreblanca, Torrevieja, La Vila Joiosa, Vinaròs, Xàbia i Xeraco.

## Text de la cançó
Salve! Estrella de los mares, 
de los mares iris, de eterna ventura.
Salve! Oh Fénix de hermosura, 
Madre del Divino Amor.
De tu pueblo, a los pesares
Tu clemencia dé consuelo
Fervoroso llegue al Cielo 
y hasta Ti, hasta Ti nuestro clamor
Salve! ¡Salve! Estrella de los mares
Salve! Estrella de los mares
Sí, fervoroso llegue al Cielo
y hasta Ti, hasta Ti nuestro clamor 
Salve! Salve! Estrella de los mares
Estrella de los mares
Salve! Salve! Salve! Salve!
--
Salve! Estrella dels mars,
dels mars iris, d'eterna ventura.
Salve! Oh Fènix de bellesa,
Mare del Diví Amor
Del teu poble, als pesars
El teu clemència doni consol
Fervorós arribi al Cel
i fins Tu, fins Tu nostre clam
Salve! Salve! Estrella dels mars
Salve! Estrella dels mars
Sí, fervorós arribi al Cel
i fins Tu, fins Tu nostre clam
Salve! Salve! Estrella dels mars
Estrella dels mars
Salve! Salve! Salve! Salve!